# Trinità (Multscher)
La Trinità è una scultura in alabastro (28,5×16,3 cm) di Hans Multscher, databile al 1430 circa e conservata al Liebieghaus di Francoforte sul Meno. È una delle opere più note dell'artista tedesco che, fortemente ispirato dal realismo fiammingo, concentra in un piccolo spazio uno straordinario virtuosismo plastico, carico di significato teologico.

## Storia

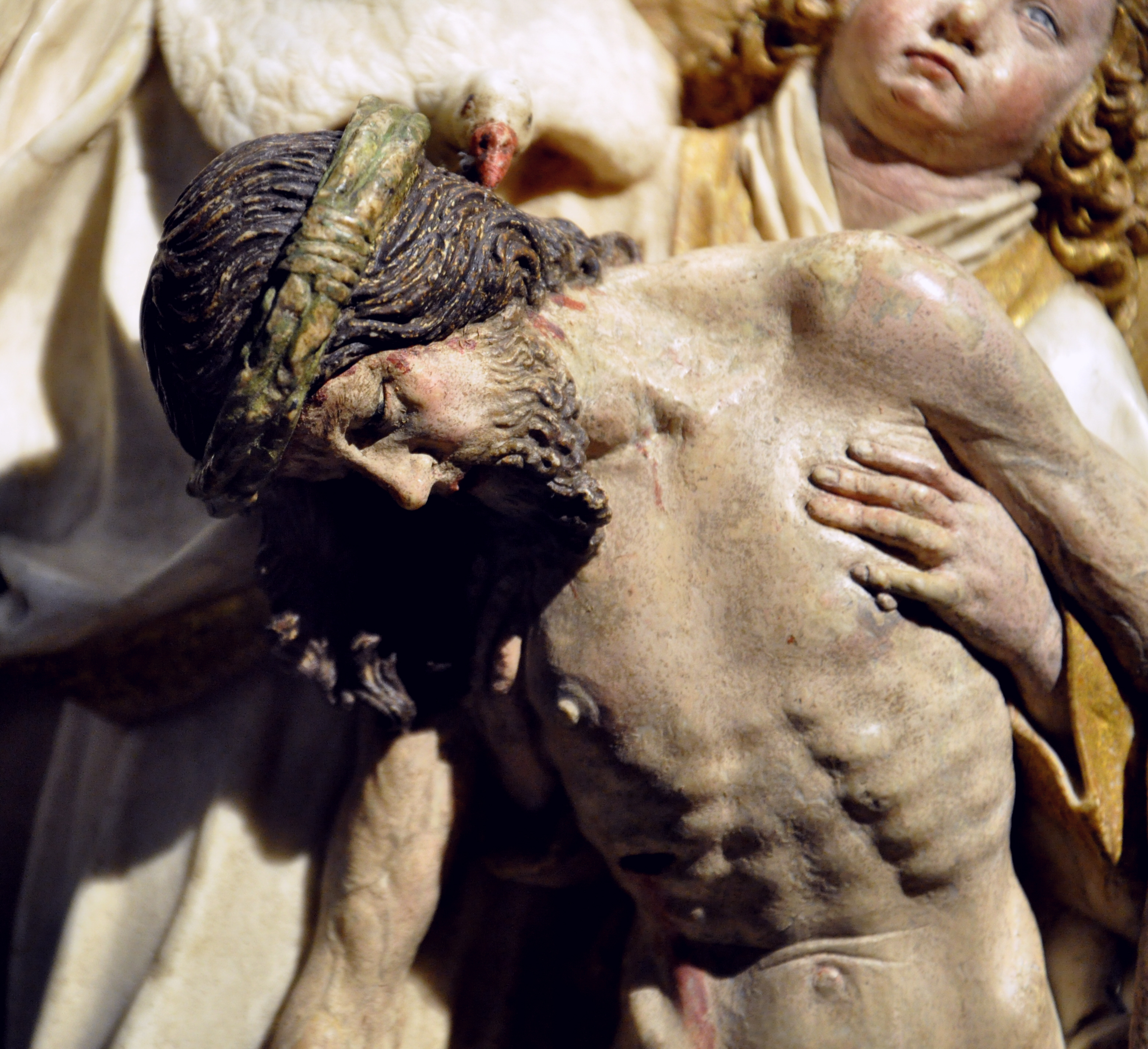
Dettaglio del Cristo mortente.

Non si conoscono i dettagli sull'origine del piccolo rilievo. Stando alle dimensioni, è probabile che fosse destinato alla devozione privata. Il rilievo è privo di cornice, ma si presume fosse una teca traforata che evidenziasse nello spazio il contenuto plastico dell'opera.

## Descrizione
Un angelo appoggiato alla parete di fondo sorregge la figura del Cristo ormai morente, inerte e inarcato su sé stesso, sostenendolo da dietro il torace. Alla destra dell'angelo si trova il Dio Padre, vestito con un'ampia tunica bianca e con la mano destra alzata in gesto benedicente, mentre la colomba dello Spirito Santo fuoriesce dalla base della sua testa verso il capo chinato di Cristo.
Il gruppo scultoreo è ben conservato ed è ancora ricoperto dalla policromia originale.

## Stile
Tra i numerosi dettagli osservabili nel rilievo, colpisce in particolare la dovizia di dettagli naturalistici con cui è resa l'anatomia del Cristo morente, tra i quali spiccano il reticolo di vene e la doppia grinza della pelle sopra l'ombelico. Essi sono ulteriormente accentuati dalla policromia, che tende all'azzurrognolo nelle zone d'ombra, mette in evidenza ogni vena e macchia di rosso le ferite. Le stesse considerazioni valgono per i volti dell'angelo e del Padre. In queste due figure, l'artista sfrutta sapientemente le tonalità naturali dell'alabastro che è lasciato al naturale per rendere il candore delle vesti, candore anzi valorizzato profilando i bordi con l'oro e sfruttato come sfondo mistico alla presentazione del corpo del Cristo.
Il tema prevalente della scultura è la morte di Gesù quale atto sacrificale per la Redenzione, coniugato con la presenza dell'angelo reggente come in una Pietà. La presenza del Padre e della colomba porta sulla scena anche la Trinità, colta nell'atto di accettare la vittima del sacrificio attraverso la quale la Redenzione può compiersi.
L'opera è databile al 1430 e certamente attribuibile a Hans Multscher, artista tedesco che seppe introdurre in patria le migliori lezioni del realismo fiammingo, gettando precocemente le basi per il superamento del weicher Stil, lo "stile morbido", astratto e idealizzato, tipico dell'arte tardo gotica locale.